# 鹿溪 (亞利桑那州)
鹿溪（英語：Deer Creek）是位於美國亞利桑那州希拉縣的一個人口普查指定地區。根據2010年美國人口普查，該地人口為216人，而該地的面積約為4.52平方千米。

## 地理
鹿溪的座標為34°03′52″N 111°21′02″W / 34.06444°N 111.35056°W，而該地最高點為海拔高度922米（即3025英尺）。